# Tobias Ofenbauer
Tobias Ofenbauer (* 1980 in Linz) ist ein österreichischer Schauspieler.

## Leben
Tobias Ofenbauer studierte von 2005 bis 2009 Schauspiel am Salzburger Mozarteum. Anschließend hatte er verschiedene Engagements an Bühnen in Deutschland und Österreich, etwa bei der Ruhrtriennale, am Theater Augsburg, am Theater Ulm, bei den Salzburger Festspielen, am Landestheater Salzburg, am Theater Phönix und am Schauspielhaus Wien. In der ORF-Fernsehserie Schlawiner hatte er von 2011 bis 2013 als Nikolaus eine durchgehende Rolle.
In der Universum-History-Folge Richard Löwenherz: Ein König in der Falle mit Philipp Hochmair in der Titelrolle übernahm er die Rolle des Herzogs Leopold von Österreich.

## Filmografie (Auswahl)
- 2008: Nordwand
- 2011: Wie man leben soll
- 2011–2013: Schlawiner (Fernsehserie)
- 2014: SOKO Donau/SOKO Wien – Solo für Beck (Fernsehserie)
- 2014: CopStories – Au weh (Fernsehserie)
- 2014: Der Vampir auf der Couch
- 2014: High Performance – Mandarinen lügen nicht
- 2015: Die Bergretter – Losgetreten
- 2015: Altes Geld (Fernsehserie)
- 2015: Tatort: Deckname Kidon (Fernsehreihe)
- 2016: Die Toten von Salzburg (Fernsehreihe)
- 2016: Pregau – Kein Weg zurück
- 2016: Landkrimi – Drachenjungfrau (Fernsehreihe)
- 2016: Das Sacher
- 2017: SOKO Donau/SOKO Wien – Freunderlwirtschaft (Fernsehserie)
- 2018: St. Josef am Berg
- 2018: Meiberger – Im Kopf des Täters (Fernsehserie)
- 2019: Stadtkomödie – Curling für Eisenstadt (Fernsehreihe)
- 2019: Universum History – Richard Löwenherz: Ein König in der Falle
- 2019: Landkrimi – Das dunkle Paradies
- 2020: SOKO Kitzbühel – Grünes Feuer (Fernsehserie)
- 2022: SOKO Linz – Wir kennen dich (Fernsehserie)
- 2022: Alles finster – Überleben für Anfänger (Fernsehserie)
- 2022: SOKO Donau/SOKO Wien – Falsche Signale (Fernsehserie)
- 2023: Landkrimi – Steirerschuld (Fernsehreihe)
- 2024: Im Haus der alten Augustin